# Xu Tao
Xu Tao (徐弢S, Xú TāoP; 13 marzo 1965) è un allenatore di calcio ed ex calciatore cinese, di ruolo portiere.

## Carriera

### Nazionale
Ha partecipato ai Mondiali Under-20 del 1985. Successivamente ha anche giocato 8 partite con la nazionale maggiore.